# Astochia laetus
Astochia laetus är en tvåvingeart som först beskrevs av Becker 1925.  Astochia laetus ingår i släktet Astochia och familjen rovflugor.
Artens utbredningsområde är Taiwan. Inga underarter finns listade i Catalogue of Life.